# Squad 51 vs. the Flying Saucers
『Squad 51 vs. the Flying Saucers』は、ブラジルのインディーゲームスタジオLoomiartsと映画会社Fehorama Filmesが制作し、WhisperGamesとAssemble Entertainmentより2022年9月21日に発売された横スクロールシューティングゲーム。
日本の家庭用ゲーム機向けには『第51戦隊「Squad 51 vs. the Flying Saucers」』のタイトルで発売されている。

## 概要
地球に来訪し人類からの搾取をもくろむ異星人ザログ大帝率いる企業「ベガ・コーポレーション」の野望を阻止するべく結成された飛行隊「第51戦隊（Squadron 51）」の戦いが描かれる。プレイヤーは第51戦隊のカヤ中尉が搭乗する戦闘機を操作し、ザログが展開させている空飛ぶ円盤や怪物などを撃破していく。
本作のグラフィックは全編にわたり1950年代のSF映画をモチーフにしたモノクロの色調や表現が用いられており、オープニングや各ステージの合間には実写映像が挿入される。

## システム
本作は全11ステージで構成されている。ボスがいるステージではボスを倒せばクリア、いない場合はゴール地点に到達すればクリアとなる。2人同時プレイに対応しており、2人目のプレイヤーは任意のタイミングで参加できる。
作品内でプレイヤーが操作する戦闘機は4種類あり、ステージごとに機体が決められている。各機体は大きさや機銃の数、速度などが異なる。機体にはライフがあり、被弾などでライフが尽きると残機が1つ減ってその場復活、残機がなくなるとゲームオーバーになる。
敵を倒すと得点が加算されていくが、得点が一定値を超えるごとに、機体の強化アイテムを設置するスロットが1つ追加される。設置アイテムの種類は後から任意に変更できる。得点はゲームオーバー後の再プレイ時にもそのまま引き継がれ、スロット数も据え置かれる。

## あらすじ
ある時、異星人のザログ大帝とその一行が地球に来訪し、人類との友好関係を築くことを表明、その証として自身が社長を務めるベガ・コーポレーション（以下「ベガ・コーポ」と略記）の地球支社を設立した。しかし、会社が運営する工廠での労働待遇の悪さから異星人反対運動が拡大、ついには「第51戦隊」が結成され、宇宙からの脅威に立ち向かうと宣言する。これに対しザログは、法的合意を根拠に、反乱行為で逮捕された者たちの強制労働に踏み切る。こうした中、第51戦隊は空襲により各地の工廠を破壊、一方のザログは第51戦隊をテロリストとみなして徹底抗戦の構えを見せる。
Stage 1: THE DISCOVERY OF A NEW WORLD 新世界発見
第51戦隊はベガ・コーポ管区の海上を飛行し、待ち構えていた円盤などの敵機を掃討していく。その途上、視界不良の嵐の中を進んでいると、突然、海中から敵の潜水艦の襲撃を受ける。
Stage 2: REBELLION IN THE ZETA-GAMMA FACTORY ゼータ・ガンマ工廠の反乱
目的の工廠の目前まで迫る第51戦隊だったが、管理棟がシールドで守られ近づけない状態にあった。シールドを無力化すべく電力源を探す一団は、付近で怪しい洞窟を発見する。
Stage 3: THE TOWER OF 20,000 PETAWATTS 二万ペタワットの電力塔
狭い洞窟の中をカヤ中尉の戦闘機が単機で進んでいく。その奥には巨大な送電塔があり、カヤは塔を破壊して仲間の工廠突入につなげることを目指す。
Stage 4: RESCUE OF THE DAMNED 敵地深くへ潜入せよ
ベガ・コーポが反乱市民の隠れ家を狙っているとの情報を得た第51戦隊は、その場所を知る捕虜たちがいる鉱山の工場へ向かう。カヤが操縦する大型機・カメリアは救出した捕虜を乗せて飛び立ち、その勢いで鉱山を急襲する。
Stage 5: ESCAPE FROM THE EXTRAPLANETARY MINES 鉱山要塞脱出行
鉱山内部では、稼働し続けている重機やドリルがカメリアの行く手を阻む。そしてその最奥では、ドリルとレーザーを搭載した原子岩盤掘削機が襲い掛かってくる。
Stage 6: BATTLE IN THE LOST VILLAGE 忘れられし村の死闘
辺境の村に現れた飛行物体の群れを駆逐しに向かった第51戦隊の前に、異星人の巨大飛行戦艦「惑星殲滅艦」が複数襲来する。これに対し、10トンの爆薬が眠る洞窟へ敵艦を導き一網打尽にする案が村人から示され、作戦を遂行する。
Stage 7: THE ANNIHILATOR OF PLANETS 惑星殲滅艦を撃て
作戦成功により敵艦の大部分は駆逐された。粉塵で視界不良となる中、第51戦隊は最後の惑星殲滅艦の撃墜に臨む。
Stage 8: THE DEVIOUS DEAL FROM OUTER SPACE 外宇宙よりの誘い
都市部では突然巨大な怪獣の群れが現れ破壊の限りを尽くし始める。この怪獣はベガ・コーポが他の惑星の原生生物に手を施した実験体で、第51戦隊は怪獣たちが湧き出る工場へ向かう。
Stage 9: THE NIGHT OF THE FLYING BEAST 空駆ける獣の夜
敵の激しい攻撃により第51戦隊の機体は次々と撃墜されていく。そして、カヤの機体は鳥の怪獣との戦闘中に電撃を浴びて操縦不能となり緊急着陸するが、カヤは地上で離陸直前の敵機に偶然遭遇し内部に乗り込む。
Stage 10: VOYAGE ACROSS THE ASTEROIDS アステロイド突破作戦
カヤが異星人から奪取した敵機は宇宙空間を進む。異変に気付いたザログが自軍に応戦の指示をする中、機体はアステロイドベルトを抜け、ザログがいる敵本部へ突入する。
Stage 11: EARTH VS. THE DIABOLICAL DIRECTOR ZAROG 人類 対 邪悪大帝ザログ
カヤの機体は敵本部の防衛システムの攻撃を凌いで奥へ進み続ける。これに対しザログは球体の戦闘機に搭乗して迎え撃ち、最終決戦が行われる。

## 主要キャスト
カヤ中尉（Lieutenant Kaya）
演 - Kaya Rodrigues
第51戦隊隊員。主人公。第51戦隊への入隊以前にベガ・コーポの輸送機の操縦士として勤務した経歴を持つ。
イワン少佐（Major Ivan）
演 - João França
第51戦隊隊員。搭乗する機体にウォトカ（ウォッカ）を持ち込んでいる。
なお、João Françaは本作発売前の2020年に死去しており、エンドクレジットの最後で追悼の表記がある。
ラマルカ空軍元帥（Air Marshall Lamarca）
演 - Adriane Azevedo
第51戦隊隊長。隊員に作戦を指示する。
ゼフェリナ大尉（Captain Zeferina）
演 - Paula Souza
第51戦隊隊員。地上戦では弓を得物とする。
バヌッチ中尉（Lieutenant Vanucci）
演 - Rodolfo Ruscheinsky
第51戦隊隊員。自らは戦闘に参加せず、無線機で仲間と通信する。
イシロ大尉（Captain Ishiro）
演 - Marcelo Eguchi
第51戦隊隊員。実直に任務をこなす。
ザログ大帝（Director Zarog）
演 - Christian Verardi
ベガ・コーポを経営する異星人。地球の掌握をもくろむ。
ボブ少佐（Coronel Bob）
演 - Oscar Simch
ザログと通じている人間。ザログに指示され、第51戦隊の評判を貶めるデマを流す。
ゼノン（Zenon）
演 - Frederico Vittola
ザログの部下の異星人。ザログへの助言を行う。

## 開発
本作の開発は2016年の開始当初からMárcio Rosaが1人で取り組んでおり、2018年に映画会社のFehorama Filmesがパートナーとなって実写のカットシーンを撮影、2020年には発売元のWhisperGamesと契約を結んだ。リリースまでの約7年間はブラジルにとって政治的、経済的に困難な時期で、いくつかの挫折はあったがプロジェクトは完成に至った。なお、情報公開当初のタイトルは『Squadron 51』だったが、2022年時点で現在のタイトルに変更されている。
1950年代の映画界は空前のSF映画ブームの只中にあり、多くの作品が制作された。Rosaは、影響を受けたものとして、『地球の静止する日』（1951年）、『宇宙戦争』（1953年）、『世紀の謎 空飛ぶ円盤地球を襲撃す』（1956年）、『プラン9・フロム・アウタースペース』（1959年）などの空飛ぶ円盤映画のほか、『それは外宇宙からやって来た』（1953年）、『原子怪獣現わる』（1953年）、『ゴジラ』（1954年）、『カルティキ/悪魔の人喰い生物』（1959年）といったモンスター映画などの古いスタイルのビジュアルを挙げている。
本作を1950年代当時のアナログ映画のように見せるため、様々な試みが行われている。映像処理の面では、カットシーンの撮影監督と協力し、当時の映画撮影で使用していたセルロイドフィルムの粒子を再現するシェーダーを作成、また、アニメーションと一部エフェクトのフレームレートを通常よりも遅い24fpsまたは12fpsにし、オブジェクトのアニメーションを適切な速度で記録する知見が確立されていなかった時代の再現を目指している。一方、アートディレクションの面では、当時の作品に登場する宇宙船や未来的なガジェットが現代のものよりはるかに単純なプラスチック製または木製の玩具のようであったり、モンスターが着ぐるみであったりしたことを踏まえ、見た目が良くなりすぎないように配慮している。

## 受賞
- SBGames 2017 Curitiba 「Melhor Visual」受賞、「Melhor Áudio」「Melhor Tecnologia」ノミネート（※『Esquadrão 51』名義）[7]
- BIG Festival 2017 「Best Brazilian Game」「Best Art」ノミネート（※『Esquadrão 51』名義）[8]